# Liste der Bodendenkmäler in Goldkronach
Auf dieser Seite sind die Bodendenkmäler in der oberfränkischen Stadt Goldkronach zusammengestellt. Diese Tabelle ist eine Teilliste der Liste der Bodendenkmäler in Bayern. Grundlage ist die Bayerische Denkmalliste, die auf Basis des Bayerischen Denkmalschutzgesetzes vom 1. Oktober 1973 erstmals erstellt wurde und seither durch das Bayerische Landesamt für Denkmalpflege geführt wird. Die folgenden Angaben ersetzen nicht die rechtsverbindliche Auskunft der Denkmalschutzbehörde.

## Bodendenkmäler in Goldkronach
| Lage                                       | Objekt | Akten-Nr.     | Bild |
| ------------------------------------------ | --- | ------------- | ---- |
| Goldkronacher Forst Goldkronach (Standort) | Burgstall des Mittelalters. | D-4-5936-0012 |      |
| Brandholz Goldkronach (Standort)           | Bergbauareal mit Pingen, Halden und Verhüttungsplatz des späten Mittelalters und der frühen Neuzeit.                                                         | D-4-5936-0021 |      |
| Goldkronach (Standort)                     | Körpergräber des Mittelalters. | D-4-5936-0027 |      |
| Goldkronach (Standort)                     | Vorgängerbau sowie Befunde des Mittelalters und der frühen Neuzeit im Bereich des ehem. Schlosses von Goldkronach.                                           | D-4-5936-0028 |      |
| Goldkronach (Standort)                     | Vorgängerbauten sowie Befunde des Mittelalters und der frühen Neuzeit im Bereich der neuzeitlichen Evang.-Luth. Stadtpfarrkirche St. Erhard von Goldkronach. | D-4-5936-0076 |      |
| Goldkronach (Standort)                     | Vorgängerbau sowie Befunde der frühen Neuzeit im Bereich der Evang.-Luth. Friedhofskirche St. Michael von Goldkronach.                                       | D-4-5936-0077 |      |
| Goldkronach (Standort)                     | Mittelalterliche und frühneuzeitliche Altstadt von Goldkronach.                                                                                              | D-4-5936-0078 |      |
| Leisau Goldkronach (Standort)              | Befunde der frühen Neuzeit im Bereich von Schloss Leisau. | D-4-5936-0081 |      |
| Dressendorf Goldkronach (Standort)         | Archäologische Befunde im Bereich des ehem. mittelalterlichen Klosters St. Jobst, teilweise überbaut.                                                        | D-4-6035-0001 |      |
| Dressendorf Goldkronach (Standort)         | Freilandstation des Mesolithikums sowie Siedlung der Linearbandkeramik und der Urnenfelderzeit.                                                              | D-4-6035-1013 |      |
| Dressendorf Goldkronach (Standort)         | Siedlung vor- und frühgeschichtlicher oder mittelalterlicher Zeitstellung.                                                                                   | D-4-6035-1038 |      |
| Nemmersdorf Goldkronach (Standort)         | Befunde des Mittelalters und der frühen Neuzeit im Bereich der Evang.-Luth. Pfarrkirche Unsere Liebe Frau von Nemmersdorf.                                   | D-4-6036-0035 |      |
| Nemmersdorf Goldkronach (Standort)         | Vorgängerbau sowie Befunde des Mittelalters und der frühen Neuzeit im Bereich des ehem. Schlosses von Nemmersdorf.                                           | D-4-6036-0036 |      |